# Поиск пересечений

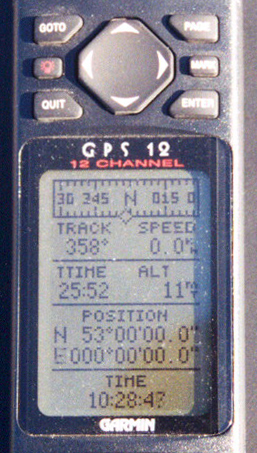
Показания GPS-приемника

По́иск пересече́ний (англ. Degree Confluence Project) — хобби, состоящее в посещении тех точек земного шара, где пересекаются географические параллели и меридианы, или, иначе говоря, мест, широта и долгота которых выражается целым числом градусов. Как правило, посещаются точки, находящиеся на суше, либо, в зимнее время, на ледовой поверхности водоёмов.
Чтобы заниматься поиском пересечений, необходим GPS-приёмник. Для последующей публикации отчёта о своем путешествии желательно также иметь фотоаппарат, который позволит сделать снимки показаний GPS и местности, окружающей точку. Достижение точек, находящихся на значительном расстоянии от населённых пунктов, может потребовать наличия собственного транспорта, туристических навыков и снаряжения.
Некоторые «искатели» одновременно являются геокэшерами. Иногда в точке пересечения либо вблизи от неё закладывается геокэшерский тайник.